# Johann Schmuzer

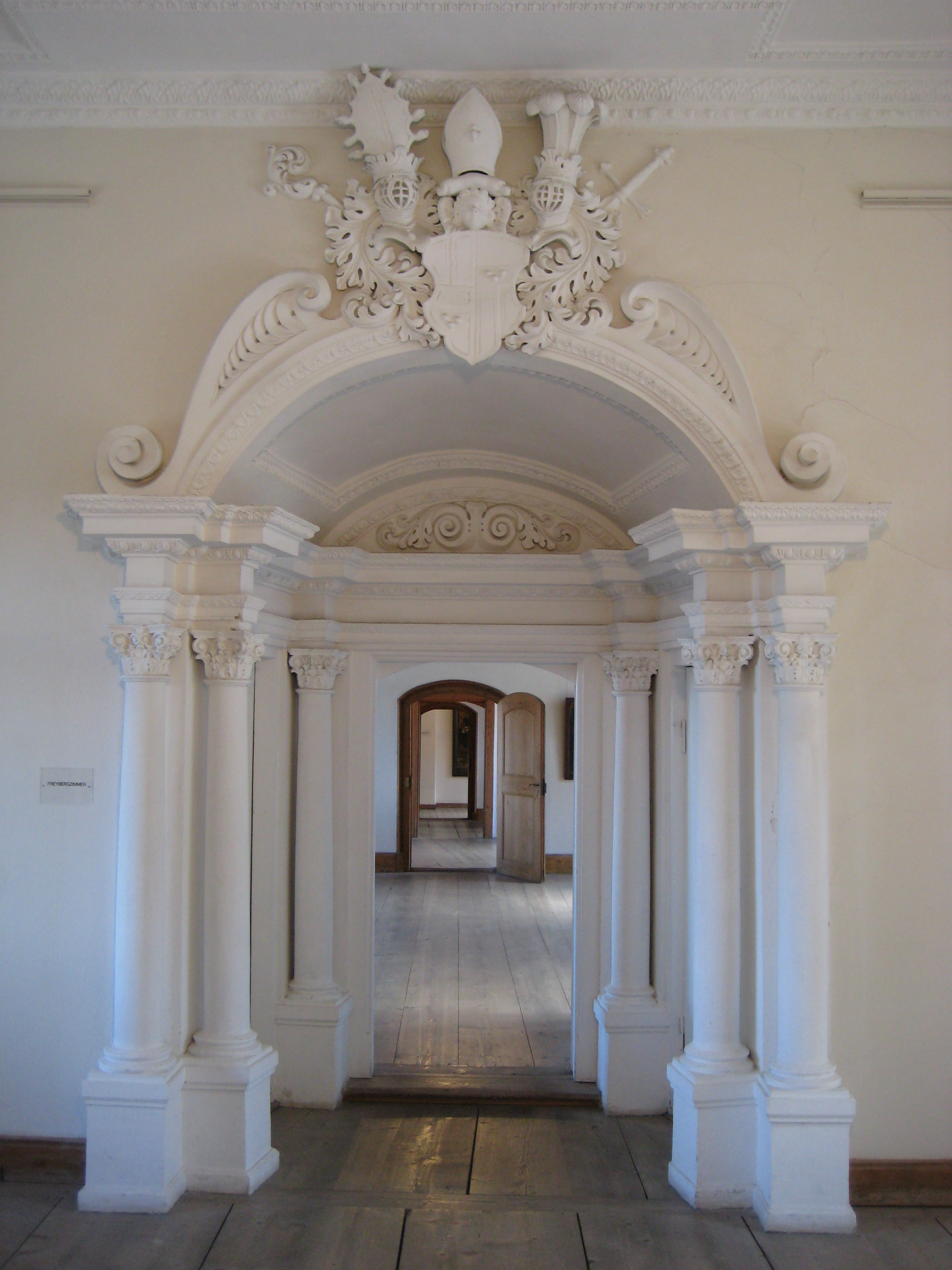
Stuckiertes frühbarockes Portal von Johann Schmuzer im Hohen Schloss in Füssen

Johann Schmuzer (auch Schmutzer, getauft 13. Mai 1642 in Gaispoint (Wessobrunn); † 12. Mai 1701 ebenda) war ein Baumeister und Stuckateur des Barock und gilt, zusammen mit Caspar Feichtmayr, als Begründer der Wessobrunner Schule.

## Leben
Johann Schmuzer kam 1642 als fünftes Kind des Stuckateurmeisters Matthias Schmuzer und dessen Frau Elisabeth Rohrmoser zur Welt. Er ging nach seinen Schuljahren im Kloster Wessobrunn wahrscheinlich bei seinem Vater zusammen mit seinen älteren Brüdern Matthias und Michael in die Lehre. Am 4. Februar 1664 heiratete er Justina Vogler, mit der er drei Söhne und zwei Töchter bekam. Sohn Johann Georg, am 28. März 1665 geboren, verheiratete sich am 7. Juni 1689 in Eggenburg in Niederösterreich und wurde ein Bildhauer der Eggenburger Bruderschaft. Justina starb im Mai 1674. Anfang 1675 wird Schmuzer erstmals in einer Urkunde als Stuckateurmeister bezeichnet, als er Anna Heiß heiratete. In dieser Ehe wurden fünf Töchter und vier Söhne geboren, darunter sein Nachfolger Joseph, dessen Nachfahr wiederum Franz Xaver war. Am 12. Mai 1701 starb Johann Schmuzer wahrscheinlich überraschend, weil er davor noch größere Aufträge annahm, die dann schließlich von seinem Sohn Joseph fortgeführt wurden. Weitergeführt wurden die Arbeiten auch von seinem weiteren Sohn, Franz Schmuzer.

## Werke
In seinen frühen Arbeitsjahren teilte Schmuzer die Decke nach dem Prinzip mehrerer Schulen in geometrische Felder ein setzte dorthin Ornamente. Ab etwa 1690 führte er seine Arbeiten dann eher flächendeckend mit Akanthus aus. Diese ausfüllenden Akanthusornamente ergänzte er durch gliedernde Stäbe, Profilrahmen und Fruchtkränze. Er verband dadurch die Wände mit dem Gewölbe.
Von Johann Schmuzer stammen Stuckwerke in zahlreichen schwäbischen und oberbayerischen Barockkirchen, viele seiner Stuckaturen gerieten aber auch in Vergessenheit, da man sich eher auf die Bauwerke konzentrierte. Sein Hauptwerk ist die Wallfahrtskirche Zur Schmerzhaften Muttergottes in Vilgertshofen. Ihm nachgewiesen werden konnten 104 kirchliche und weltliche Bauwerke:
- 1663 Stiftskirche St. Johannes der Täufer in Steingaden: Barockisierung (mit Vater Matthias Schmuzer)
- 1670 Wallfahrts- und Friedhofskirche Maria Egg in Peiting: Stuckaturen (heute zerstört)
- um 1670 Fürstenzimmer der Benediktinerabtei Andechs: Stuckaturen (vermutlich mit Vater Matthias Schmuzer)
- 1670–1676 Wallfahrtskirche Mariä Heimsuchung in Ilgen bei Steingaden: Neubau
- 1673 Wallfahrtskapelle auf dem Vesperbilde in Ziemetshausen bei Krumbach: Neubau (heute zerstört)
- 1673–1678 Wallfahrtskirche St. Coloman in Schwangau: Neubau
- 1677–1678 Großes Schloss in Türkheim: Stuckaturen
- 1680 Wallfahrtskirche Hl. Blut in Kappel bei Unterammergau: Chorneubau (Planung 1667)
- um 1680 Hohes Schloss in Füssen: Stuckaturen
- 1680–1681 Benno-Kapelle in Türkheim: Neubau (heute zerstört)
- 1680–1701 Benediktinerabtei in Wessobrunn: Neubau
- 1681 Schwaige des Klosters Wessobrunn in Abtsried bei Dießen am Ammersee: Neubau (heute zerstört)
- 1681–1688 Pfarrkirche Mariä Himmelfahrt in Pfreimd: Neubau
- 1682 Konventflügel des Prämonstratenserpriorat in Speinshart: Neubauplanung
- 1682 Kapelle St. Anna in Siebnach: Neubau (Stuckgewölbe zerstört)
- 1682–1683 Filialkirche Unserer Lieben Frau am Berg in Füssen: Neubau
- 1683–1685 Pfarrkirche St. Andreas in Nesselwang: Neubau (heute zerstört)
- 1683–1685 Pfarrkirche St. Wolfgang in Mickhausen: Barockisierung
- 1684–1685 Kapelle St. Peter in Berghof: Neubau
- 1684–1686 Schloss Emming, Kapelle St. Ottilia in Eresing: Stuckaturen
- 1685 Herrgottsruh-Kapelle in Mickhausen: Neubau
- 1685 Kirche Mariä Himmelfahrt in Oberostendorf: Chorumbau, Stuckaturen
- 1686–1692 Wallfahrtskirche zur Schmerzhaften Muttergottes in Vilgertshofen: Neubau
- 1686–1694 Pfarrkirche St. Peter und Paul in Ziemetshausen bei Krumbach: Neubau
- 1687 Schlosskapelle und Spitalkirche in Dillingen an der Donau: Barockisierung
- 1688 Pfarrkirche St. Katharina in Ettelried: Umbau
- 1689–1694 Klosterkirche St. Peter und Paul in Obermarchtal: Stuckaturen
- 1690–1692 Heilig-Kreuz-Kapelle in Schongau: Neubau
- 1690–1694 Pfarrkirche St. Martin in Illerberg bei Vöhringen: Neubau
- 1691–1692 Filialkirche St. Vitus in Mundraching: Langhausneubau
- 1692 Füll'sche Gruftkapelle der Pfarrkirche St. Ulrich in Eresing: Anbau
- um 1692 Sakristei der Prämonstratenserabtei in Rot an der Rot: Stuckaturen
- 1695 Pfarrkirche St. Andreas in Hainsfarth: Stuckaturen
- um 1695 Festsaal und Repräsentationsraum im Haus Reichlin-Meldegg in Überlingen: Stuckaturen (Zuschreibung)
- um 1695 Schloss in Aystetten: Stuckaturen (Zuschreibung)
- um 1695 Klosterkirche der Zisterzienserinnenabtei Rottenmünster in Rottweil: Stuckaturen (Zuschreibung)
- 1696–1697 Wallfahrtskapelle Maria Eich in Erpfting: Neubau
- 1696–1699 Kirche St. Georg in Stätzling: Neubau
- 1697 Klosterkirche St. Mang in Füssen: Stuckaturen
- 1697–1698 Kirche Hl. Kreuz in Holzhausen bei Alling: Barockisierung
- 1697–1700 Wallfahrtskirche St. Wendelin in Obergermaringen: Neubau
- 1698: Pfarrhaus in Eresing
- um 1698 Stephanskirche in Friedberg: Neubau
- 1698–1699 Pfarrkirche St. Peter und Paul in Stötten am Auerberg: Barockisierung
- 1698–1701 Wallfahrtskirche St. Maria im Heuwinkl in Iffeldorf: Neubau
- 1698–1701 Benediktinerpriorat Hofen in Friedrichshafen: Neubau (zerstört)
- 1698–1701 Stiftskirche St. Fridolin des Freiadeligen Damenstifts in Säckingen: Neubau (heute teilzerstört)
- 1699 Pfarrkirche St. Peter und Paul in Unterwindach: Umbau
- 1699 Franziskanerinnen-Klosterkirche in Landshut: Neubau (Zuschreibung)
- um 1699 Wallfahrtskirche St. Alban in Aitrang: Neubau
- um 1699 Pfarrkirche St. Johannes Baptist in Haisterkirch bei Bad Waldsee: Barockisierung
- um 1699 Pfarrkirche St. Johannes Baptist in Kaufering: Neubau
- 1699–1700 Rittersaaltrakt von Schloss Emming in Eresing: Neubau
- 1699–1700 Reichsabtei Salem in Salem: Stuckaturen
- 1699–1701 Rathaus von Landsberg am Lech: Neubau
- 1700 Schutzmantelkapelle der Pfarrkirche St. Nikolaus in Markdorf: Barockisierung
- um 1700 Schloss Achberg bei Lindau: Barockisierung (Zuschreibung)
- um 1700 Schloss Freudental in Allensbach: Neubau
- 1700–1701 Nordflügel des Klosters Tegernsee in Tegernsee: Planung zum Neubau
- 1701 Bibliotheksraum der Benediktinerabtei Neresheim in Neresheim: Neubau